# Kanon mahajany
Kanon mahajany – zestaw najważniejszych sutr mahajany. Jest on częścią buddyjskiego kanonu, który kształtował się aż do czasów współczesnych.

## Podział sutr
Ze względu na rozbicie mahajany na wiele szkół, trudno jest mówić o jednolitym kanonie, podobnym do kanonu hinajany.
Jednym z podziałów sutr mahajany jest podział na sześć wielkich zbiorów, z których pięć pierwszych reprezentuje tzw. naturalny podział a ostatni różne niezależne teksty.
- 1. Grupa Mahāprajñāpāramitā Sūtra, Vajracchedikā sūtra (Sutra Diamentowa)
- 2. Grupa Avatamsaka Sūtra, Daśabhūmika Sūtra.
- 3. Grupa Ratnakūta Sūtra, Vimalakīrtinirdeśa Sūtra, Sukhavātivyūha Sūtra.
- 4. Grupa Mahāsamnipāta Sūtra
- 5. Grupa Nirvāna Sūtra, Parinirvāna Sūtra
- 6. Saddharmapundarīka Sūtra, Lankāvatāra Sūtra, Sukhavātivyūha Sūtra krótsza.

Grupa 3 i 4 zbierają mniejsze sutry.
Jako najważniejsze z reguły wymienia się następujące sutry:
- 1. Mahāprajñāpāramitā Sūtra – poświęcona głównie doktrynie śūnyaty
- 2. Gandavyūha Sūtra – część Sutry Awatamsaki; sławi Mañjuśriego, głosi doktrynę pustki (śūnyaty), dharmadhātu i wybawienia świata przez bodhisattwów.
- 3. Daśabhūmīśvara Sūtra – opisuje 10 stopni prowadzących do stanu Buddy.
- 4. Samādhirāja Sūtra (Sutra Króla Samadhi) – opisuje stopnie medytacji, poprzez które osiąga się najwyższe oświecenie.
- 5. Lankāvatāra Sūtra – najpierw związana ze szkołą yogacāry a potem ze szkołą chan.
- 6. Saddharmapundarika Sūtra – wyniesienie Buddy jako bóstwa nad bóstwami.
- 7. Tathāgataguhyaka Sūtra – jeden z najwcześniejszych przykładów sutry tantrycznej,
- 8. Lalitavistara Sūtra – biografia Buddy, pochodzi z okresu pośredniego pomiędzy hinajaną a mahajaną, poprawiona później przez mahajanistów.
- 9. Suvarnaprabhāsa Sūtra – filozoficzna, tantryczna.

## Kształtowanie się kanonów

### Chiny

#### Katalogi

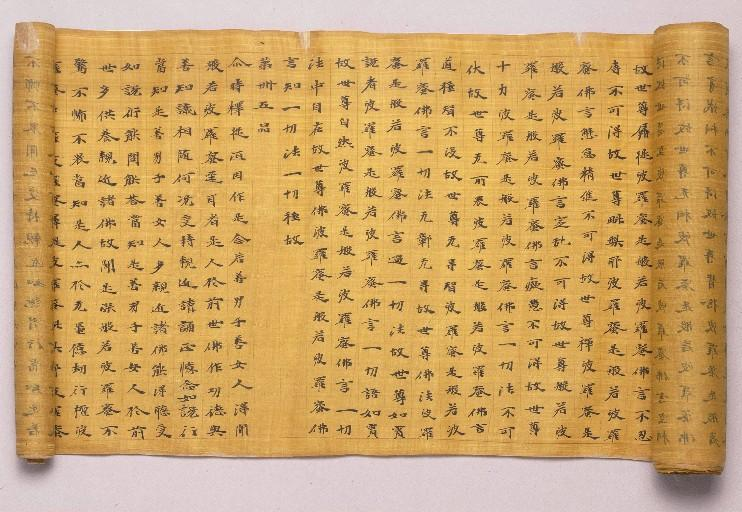
Sutra zapisana na zwoju

Z historii rozprzestrzeniania się buddyzmu widać, że było ono ściśle związane z tekstami i ich tłumaczeniami. W Chinach właściwie natychmiast po wprowadzeniu buddyzmu rozpoczęto prace nad tłumaczeniami tekstów sanskryckich pochodzących z Indii lub Azji Środkowej. Do tego doszła olbrzymia ilość tekstów stworzonych przez wykształconych i pełnych inspiracji chińskich mnichów i mniszek.
Tłumaczenie tekstów buddyjskich rozpoczęło się w Chinach jeszcze w I wieku n.e. i trwało ponad 1000 lat. Jednym ze skutków tak długotrwałego procesu było kilkakrotne przetłumaczenie tych samych tekstów. W tekstach tych użyto np. różnych transliteracji (czyli przedstawienia odpowiednika brzmieniowego wyrazu sanskryckiego w języku chińskim, np. dharani jako tuoluoni) tych samych terminów itd.
Te chińskie tłumaczenia z reguły określa się takimi terminami jak:
- tłumaczenia starożytne
- tłumaczenia dawne
- tłumaczenia nowe

Tłumaczenia starożytne to tłumaczenia dokonane przed Kumaradżiwą. Tłumaczenia dawne to tłumaczenia od Kumaradżiwy do 645 r., czyli okresu, w którym zaczął tłumaczyć Xuanzang. Tłumaczenia nowe to tłumaczenia Xuanzanga i wszystkie po nim.
W miarę wzrostu liczby tłumaczeń, w celu ułatwienia poruszania się potencjalnym czytelnikom wśród olbrzymiej ilości literatury, mnisi chińscy zaczęli tworzyć katalogi przetłumaczonych tekstów. Z reguły podawano nazwiska tłumaczy i tytuły tłumaczonych tekstów.
Pierwszym, i zarazem jednym z najważniejszych takich katalogów, był tzw. An lu, czyli Katalog Ana. Jego pełny tytuł brzmiał Zongli zhongjingmu lu (Wyczerpujący katalog sutr) zestawiony w 374 r. przez Dao’ana (道安).
Dane o powyższym katalogu zawarte były w katalogu stworzonym przez Sengyu 僧祐 w 518 r. Nosił on tytuł Chusanzang jiji (Zbiór zapisów dotyczących Tripitaki). Jest to najstarszy z zachowanych katalogów; tym samym jest nieocenionym źródłem informacji dotyczących literatury buddyjskiej. Jednak posiada on także wiele informacji historycznych, wstępy do różnych tłumaczeń i biografie wczesnych tłumaczy.
Do dziś przetrwało 18 takich katalogów. Podczas panowania dynastii Tang (唐) zestawiono aż 9 katalogów. Najważniejszym z nich jest Kaiyuan shijiao lu (Katalog buddyjski z ery Kaiyuan) ukończony przez Zhishenga 智昇 w 730 r. Liczył on 20 „zwojów”. Zawierał on tytuły wszystkich istniejących tłumaczeń i posłużył jako tekst wyjściowy wszystkim następnym katalogom. Praca ta układała tłumaczy chronologicznie razem z tytułami tekstów i liczbą ich rozdziałów. Jeśli sutra była tłumaczona kilka razy, katalog podawał także inne tłumaczenia i tłumaczy. Niezwykle ważne było to, że podane były tytuły sutr zaginionych i już nieznanych Zhishengowi. Oprócz tego katalog zawierał krótkie biografie tłumaczy. Sutry podzielone były także na kategorie.

#### Chińska Tripitaka

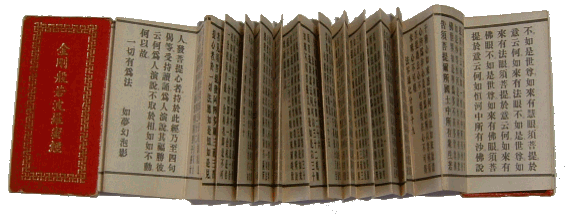
Chińskie – już składane – wydanie Sutry Diamentowej

Teksty znalezione w grotach Dunhuangu (敦煌 lub wcześniej 燉煌) zapisane są głównie na zwojach. Tekst Winai z 406 r. mierzył 23 stopy długości. Nawet gdy już zaczęto druk ksylograficzny, to sutry w dalszym ciągu zapisywane były na zwojach. Z biegiem czasu wprowadzono jednak ułatwienie dla czytelników; ten długi pasek papieru zadrukowany jednostronnie, był składany tak, że tworzył formę książki.
Mniej więcej w latach 605–617 mnich Jingwan z klasztoru Zhiquan w Yuzhou rozpoczął ryć pewne teksty chińskiej tripitaki w kamieniu, w celu zabezpieczenia ich przed zniszczeniem. Pracę tę kontynuowano przez kilka stuleci (ostatnie kamienne tablice zostały wyryte w 1182 r.). W wyniku tych działań do dziś przetrwało 14620 bloków kamiennych zapisanych z obu stron.
Pionierami ksylograficznego druku z drewnianych płyt byli buddyści. Najstarsza znana drukowana książka znaleziona w Dunhuangu i pochodząca z 868 r. została zamówiona przez niejakiego Wangjie, który rozprowadzał ją dla wyrażenia szacunku pamięci o jego rodzicach. Tekst zawierał fragmenty Diamentowej sutry.
Lecz najstarszym drukiem istniejącym dzisiaj jest koreański zwój Dhāraṇī datowany pomiędzy 704 a 751 r. Został on znaleziony w klasztorze Bulguksa w Gyeongju (Korea Południowa) w 1966 r.
Jednak dopiero po stu latach zdecydowano się na niezwykły wysiłek wydrukowania z drewnianych płyt całej chińskiej Tripitaki. W 972 r. pierwszy cesarz dynastii Song (宋) wydał rozkaz i w Chengdu (成都) rozpoczęto prace. Uważa się, że wycięto 130.000 drewnianych płyt. Prace zakończono w 983 r. To wydanie Tripitaki nosiło nazwę Shuben (wydanie szeczuańskie). Liczyło ono 1076 tekstów zgromadzonych w 480 grupach (według znaków pisma chińskiego w celu ułatwienia szukania danego tekstu), w 5048 rozdziałach lub sekcjach (juan).
Jeszcze w czasie trwania dynastii Song wydano dalsze cztery edycje chińskiej Tripitaki:
- Chongning wanshou dazang (znana także jako Wydanie klasztoru Dongchan). 1080–1176 r. 595 grup, 6434 sekcje. Wydrukowano ją w Fuzhou (福州). Był to pierwszy prywatny druk kanonu.
- Pilu dazang (znana także jako Wydanie klasztoru Kaiyuan w Fuzhou). 1112–1172 r. 567 grup, 6117 sekcji. Wydrukowano ją także w Fuzhou.
- Siqi yuanjue zang (znana także jako Wydanie Nansong Huzhou). Prace rozpoczęto w 1132 r. Data ukończenia niepewna. 1421 tekstów, 548 grup, 5918 (lub 5480) sekcji. Przez uczonych japońskich uważana za kanon okresu dynastii Song.
- Siqi zifu zang. 1237–1252 r. w Huzhou w Zhejiang (浙江). 599 grup, 5740 sekcji.

Wysiłek drukowania kanonu podejmowały także niechińskie dynastie północne. W latach 1031–1064 wydano kompletną edycję Tripitaki w 579 grupach na żądanie panującego Liao (遼). Następna dynastia Jin w latach 1148–1173 wydała w Shanxi swój kanon w 682 grupach i ok. 7000 sekcjach, z których do dziś przetrwało ponad 4900.
Za mongolskiej dynastii Yuan (元) ukazało się kilka wydań:
- Puning zang wydrukowana w klasztorze Puning w Hangzhou (杭州) w latach 1278–1294. 1422 teksty, 587 grup. 6010 sekcji. Japońscy uczeni to wydanie traktują jako kanoniczną edycję dynastii Yuan.
- Jisha zang wydrukowana w Pingjiangfu  w Jiangsu (江苏). Prace rozpoczęły się jeszcze za dynastii Song w 1231, ale ukończono je dopiero w 1322 r. 1532 teksty, 591 grup, 6362 sekcje.
- Hongfa zang wydrukowana w klasztorze Hongfa w Pekinie (北京) w latach 1277–1294. 1654 teksty, 7182 sekcje.

Mongołowie wydali także w 1302 r. edycję w piśmie Xixia (Tangut), wydrukowaną w klasztorze Dawanshou w Hangzhou. 100 kopii tego kanonu w 3620 sekcjach zostało rozprowadzonych po buddyjskich klasztorach w rejonie Tangut. Przetrwało sporo kopii tej edycji.
W czasie dynastii Ming (明) wydrukowano dwie edycje. Jedną w Nankinie (Nanjing 南京), która znana jest jako wydanie „Południowych Mingów” (chiń. Nan Ming) lub Południowy Zbiór/Kosz (chiń. Nanzang) oraz drugą w Pekinie, znaną jako wydanie „Północnych Mingów” (chiń. Bei Ming) lub Północny Zbiór/Kosz (chiń. Beizang). Warto tu także wspomnieć o kanonie nazwanym Jiaxing od powiatu, w którym powstał. Można go nazwać prywatnym kanonem mistrza chan Zibo Zhenke, który drukował go w formie książki w odnowionym przez siebie klasztorze Lengyan na górze Jing w powiecie Jiaxing. Składa się on z powtórzonej oficjalnej edycji Tripitaki z okresu Ming, ale zawiera również wiele współczesnych tekstów buddyjskich.  
W okresie panowania Mandżurów (Manzu 满族) ukazały się także dwie edycje. Pierwsza została zakończona w 1677 r., a druga w 1738 r. (tzw. Smocza Edycja, chiń. Longzang).
W 1909 r. rozpoczęto druk w Szanghaju (Shanghai 上海) trzeciej edycji w klasztorze Pinja i ukończono pracę w 1914 r.

### Korea
Od IV w. teksty chińskie zaczęły wywierać coraz większy wpływ na Koreę, w której także nieustannie rosła liczba mnichów i mniszek. W VI w. mnich z Baekje (백제) udał się bezpośrednio do Indii i powrócił z sanskryckimi tekstami, głównie związanymi z Winają i Abhidharmą.
W 565 r. Liusi i Shi Mingguan przybyli z Chin do Korei, przynosząc ze sobą cały zestaw ówczesnego kanonu w 1700 zwojach. Jest to najwcześniejsza data związana z możliwością pierwszych tłumaczeń na j. koreański. Cały ten chiński kanon został przetłumaczony, jednak istniał tylko w rękopisach, gdyż nie znano jeszcze druku. Tym samym oddziaływanie ograniczonego ilościowo zestawu tekstów nie mogło być duże.
W 928 r. do Korei przeniesiono następny zbiór buddyjskich tekstów.
Gdy król Goryeo usłyszał o istnieniu wydrukowanego chińskiego kanonu znanego jako Shuben, wysłał oficjalne żądanie przesłania kopii tego wydania. W 991 r. cały zestaw przybył do Korei.
Jednak nawet takie drukowane zestawy nie zapewniały nigdy całego kanonu, gdyż ten rozrastał się nieustannie w związku z przybywaniem nowych tekstów z Indii. Nieco światła rzucają na ten problem katalogi tworzone przez chińskich mnichów. Jeden z takich katalogów z 730 r. zawiera informacje o 5048 zwojach. Inny z 799 r. informuje o 5390 zwojach. Katalog z 1027 r. opisał już 6197 zwojów. Tak więc w momencie wydrukowana nowej wersji kanonu pojawiały się teksty, które czekały na wprowadzenie do następnej wersji kanonu. Z tego wynika, że przepływ tekstów z Chin do Korei był nieustanny. Nowy zestaw kanonu przybył do Korei w 1021 r. W rok później do Korei wysłano z Chin teksty Prajñāpāramity przetłumaczone przez Xuanzanga. Stały się one sławne, gdyż litery napisane były złotym pyłem.
Jednak już początek XI wieku upływał na wrogich działaniach Chin wobec Korei. W 1010 r. wojska Liao dokonały inwazji na Koreę. Armia Shenzonga zajęła stolicę i król Hyeonjong z dworem uciekł na południe. W obliczu niebezpieczeństwa przeszedł na buddyzm i ślubował, że jeśli wojska chińskie zostaną wyparte z Korei, to cały buddyjski kanon zostanie wyryty na drewnianych tablicach i wydrukowany. Po 11 dniach wojska chińskie opuściły stolicę i wycofały się z Korei. Król spełnił przysięgę i pełny koreański kanon został wyryty w drewnianych płytach. Jednak jak wykazał historyk prof. H. Ikeuchi, pierwsze płyty zostały wyryte jeszcze przed inwazją, lecz zestaw ten ograniczony był do najbardziej ważnych tekstów. Prace nad wycięciem całego ówczesnego kanonu trwały ponad 40 lat. Jest możliwe, że w miarę dopływu nowych tekstów na bieżąco uzupełniano kanon. Podstawą koreańskiego zestawu był wspomniany kanon Shuben. Jednak w 1063 r. do Korei dotarło nowe ksylograficzne wydanie dynastii Liao, a w 1083 r. kolejne – tym razem już ostatnie.
Gdy kanoniczne teksty stały się dostępne dzięki drukowi, mnich Taegak Ŭich’ŏn udał się do Chin i w ciągu jednego roku zgromadził ponad 3000 zwojów (juanów) tekstów. W Korei zostały one zaakceptowane jako poszerzenie kanonu. W 1090 r. opublikował on swój słynny katalog Sinp'yǒn chejong kyojang ch'ongnok, zawierający 1010 tytułów w 4740 sekcjach. Każdy z tych tekstów został wyryty na drewnianych płytach. Wprowadzenie do kanonu tekstów spoza Indii było jego niezwykłym osiągnięciem. Największym minusem tego zestawu był całkowity i niewytłumaczalny brak tekstów związanych z chanem (chiń. 禪) (kor. 선, sŏn).
Pod koniec XI w. Korea posiadała więc jedną z najbardziej obszernych bibliotek buddyjskich. Jednak w 1231 r. Mongołowie dokonali inwazji na Koreę i 1232 r. spalili przechowywane w klasztorze Puin drewniane płyty z wyrytym kanonem. Król Korei ślubował ponowne wykonanie edycji kanonu w drewnianych płytach i wydrukowanie jej. Prace trwały od 1236 do 1251 r. Nie była to kopia poprzedniego wydania, ale całkowicie nowe przedsięwzięcie. Wykorzystano starszą edycję Shuben i nowszą północnej dynastii Liao. Prowadzący prace Sugi odrzucił jednak katalog Uich’ŏna i wiele tych tekstów niestety zaginęło. Nowy zestaw kanonu zawierał 1512 tekstów w 6791 sekcjach na 81 258 drewnianych płytach. Wykorzystano obie strony płyt. Na każdej stronie wyryto tekst w 23 linijkach; każda linijka składała się z 14 znaków. Wymiary płyt były następujące: wysokość – 70 cm (2 stopy i 3 cale); szerokość – 24 cm (prawie 10 cali; grubość – średnio 3 cm (nieco ponad cal). Wykorzystano bardzo twarde i odporne drewno z drzewa „Betula schidtii regal” (kor. paktal). Po kilku przeprowadzkach cały kanon w 1399 r. umieszczono w klasztorze Haein (해인사) na górze Gaya (가야산) w pobliżu miasta Daegu (대구).

### Japonia
Jednym z wyników inwazji japońskich wojsk sioguna Hidejosiego na Koreę pod koniec XVI w. było przeniesienie koreańskiej techniki drukarskiej do Japonii. Doprowadziło to do wydrukowania pierwszej kompletnej edycji chińskiego kanonu buddyjskiego w Japonii. Pracami kierował mnich Tenkai w latach 1633–1645.
Kilka lat później, bo w 1681 r. Tetsugen zakończył druk kolejnej edycji opartej na kanonie wydanym w czasie dynastii Ming.

### Tybet
W Tybecie funkcjonują dwa ważne zestawy tekstów kanoniczych: Kandziur (dosł. „przetłumaczone strony”) i Tengdziur (dosł. „przetłumaczone traktaty”). Oba mają inny zakres i nawzajem się uzupełniają. Dziś istnieje około 12 wersji Kandziuru.
Początków Kandziuru trzeba szukać w XIV w., gdy pojawiły się jego pierwsze edycje, począwszy do 1310 r. Ta pierwsza wersja powstała w Narthangu, gdzie założono pierwszą drukarnię tybetańską. Jeszcze w tym samym wieku pojawiły się dwie kolejne edycje w r. 1349 i 1351 (Tshal.pa), obie wzorowane na wydaniu z Narthangu. W tym pierwszym okresie olbrzymią rolę odegrał Buston (1290–1364). W 1410 r. za ces. Yongle ukazała się wersja pekińska, składająca się ze 105 tomów wraz z dodatkowym tomem indeksów. W 1606 r. wydana została edycja Wanli, zasadniczo kopia pekińskiej wraz 42 tomami uzupełnień. W 1680 r. pojawiła się wersja wzorowana na edycji Yongle składająca się ze 108 tomów (manuskrypt berliński). W latach 1684–1692 powstała kolejna wersja pekińska, kopia edycji Yongle i licząca 105 tomów; dodatkowy tom zawierał indeksy. W latach 1700 i 1720 wydano kopie ostatniej wersji pekińskiej, jednak w 106 tomach, z dodatkowym tomem indeksów. W 1737 r. w 107 tomach (z dodatkowym tomem indeksów) wydano nową wersję pekińską (wzorowaną na edycji z 1692 r.). W 1621 r. ukazała się 108-tomowa edycja Lithang. W 1733 r. wydano 102-tomową (plus indeks) edycję w Derge (Dege). W latach 1971–1731 wydrukowana w Cone kopię wersji Lithang w 108 tomach. W latach 1814–1820 wydrukowano w Amdo kopię wersji z Derge (w 103 tomach). W latach 1905–1908 wydrukowano wersję Ugra.
Kandziur nie ma stałego niezmiennego zestawu. Właściwie każdy przygotowujący wydanie może zmienić ilość tekstów, ich tłumaczenia itp. Kandziur zawiera ponad 1000 tekstów.
Tengdziur wydawany był kilkakrotnie. Istnieją edycje: pekińska, z Ganden (tzw. Złoty Tengdziur), z Narthang, Derge (Dege) i Come. Zawiera on 3626 tekstów w 224 tomach. Są to sutry, komentarze do sutr i komentarze do tantr.

### Nowoczesne edycje
Nowoczesne edycje kanonu buddyjskiego rozpoczęła Japonia.
Pierwszą nowoczesną edycją jest Triptaka tokijska zwana Shukusatsu-zōkyō wydrukowana w latach 1880–1885 przez Kōkyō Shoina w Tokio. Ta edycja posłużyła się kanonem koreańskim jako podstawą z różnymi edycjami chińskimi i japońskimi dla porównania. Zawierała ona 1916 tekstów w 8534 sekcjach. 318 zszytych tomów rozmieszczonych było w 40 grupach.
W latach 1902–1905 Zōkyō Soin wydał w Kioto kolejną edycję kanonu znaną jako Manji zōkyō. Ponownie podstawą był kanon koreański i wydanie Tetsugena z XVII w. Pomiędzy 1905 a 1912 r. do tej edycji dodano część uzupełniającą, która zawierała teksty napisane przez chińskich mnichów. Wiele z tych tekstów nigdy nie znalazło się do tej pory w żadnym kanonie. Ten suplement liczył 750 tomów w 150 grupach. Został on potem wydany przez Commercial Press w Szanghaju w 1923 r.
Ostatnim i najlepiej opracowanym wydaniem jest Taishō shinshū daizōkyō wydrukowane w latach 1922–1933 pod redakcją wiodących japońskich uczonych. Edycja ta liczy 85 tomów i 3053 teksty. Posłużono się kanonem koreańskim, kanonami chińskimi, sanskryckimi, palijskimi oraz tybetańskimi. Tomy 1–55 zawierają tłumaczenia prac chińskich i cudzoziemskich mnichów, tomy 56–84 zawierają teksty mnichów japońskich, tom 85 zawiera różnorodne teksty, w tym także wątpliwego pochodzenia. W latach 1932–1934 do tej edycji dodano 12 tomów z ilustracjami.